# Бутан (село)
Вижте пояснителната страница за други значения на Бутан.
Бута̀н е село в Северозападна България. То се намира в община Козлодуй, област Враца, на към 23 км югоизточно от Козлодуй.

## География
Село Бутан се намира в Северозападна България, в Област Враца, община Козлодуй между селата Софрониево, Крива бара и Гложене.

## История
Първи писмени сведения за село Бутан има в „иджмал дефтери“ за Никополския санджак от 15 век. В описа на санджака, проведен около 1483 г. за населените места в кааза Чибри (Цибър) е записано:
„Село Койдозлу, спадащо към Чибри, домакинства 8.
......
Село Бутанофче, спадащо към Чибри, домакинства 6.
Село Хайреддин, спадащо към Чибри, домакинства 4.“
При избухването на Балканската война в 1912 година един човек от Бутан е доброволец в Македоно-одринското опълчение. През 1904 г. Бутан има 340 къщи с криви, тесни и кални улици. По това време селото е център на община. През 1904 г. в община Бутан влизат селата Бутан, Крива бара и Махмудия (банатскобългарско село).
В началото на 40-те години на XX век в селото е проведена комасация, като броят на земеделските имоти е намален от 8534 на 1857.
По време на терора, последвал Деветосептемврийския преврат от 1944 година, в местността „Кучешки гробища“ край селото комунистите извършват масово избиване на свои противници от цяло Оряховско и Белослатинско.
През лятото на 1950 година, по време на колективизацията над 200 души от селото правят неуспешни опити да напуснат създаденото малко по-рано трудово кооперативно земеделско стопанство. По това време там се провеждат и женски демонстрации срещу колективизацията.
През 1970 г. жителите на Бутан са 4800. В 1975 – 4341. 
През 2000 г. са сключени 10 граждански брака, родени са 41 деца, починали са 55 души.
През 1993 г. общината влага много средства за кабинети и работилници в Земеделското училище в селото, което подготвя бъдещи фермери за личното селско стопанство. Открит е първият етап на нова водоснабдителна система (май 2001 г.), изградена със средства на френската фондация „КОДЕВ“ и общината. Вторият етап, който ще реши изцяло водния проблем на Бутан, предвижда изграждане на 1000 кубиков резервоар. Френската фондация е финансирала доставката на съоръжения на стойност 100 000 лева, а общината е отделила 170 000 лева собствени средства.
Председателят на съюза на репресираните Иван Станчев споменава село Бутан в книга за жертвите на комунизма. Там в първите дни на 9.IX.1944 г. са избити над 100 местни жители от отряд партизани слезли от планината. 26 души намират края си в селския бикарник, като биват заровени в двора му. Останалите жертви са открити в друга яма.

## Население
Данните за числеността на населението в с. Бутан според преброяванията през годините
| \| Година на преброяване \| Численост \| \| --------------------- \| --------- \| \| 1934 \| 4441 \| \| 1946 \| 4726 \| \| 1956 \| 4895 \| \| 1965 \| 4945 \| \| 1975 \| 4341 \| \| 1985 \| 4019 \| \| 1992 \| 3717 \| \| 2001 \| 3343 \| \| 2011 \| 2918 \| \| 2021 \| 2551 \| |           |
| Година на преброяване | Численост |
| 1934 | 4441      |
| 1946 | 4726      |
| 1956 | 4895      |
| 1965 | 4945      |
| 1975 | 4341      |
| 1985 | 4019      |
| 1992 | 3717      |
| 2001 | 3343      |
| 2011 | 2918      |
| 2021 | 2551      |

Преброяване на населението през 2011 г.
Численост и дял на етническите групи според преброяването на населението през 2011 г.:
|                     | Численост | Дял (в %) |
| Общо                | 2918      | 100,00    |
| Българи             | 1864      | 63,87     |
| Турци               | 0         | 0,00      |
| Цигани              | 600       | 20,56     |
| Други               | 0         | 0,00      |
| Не се самоопределят | 18        | 0,61      |
| Неотговорили        | 431       | 14,77     |

## Икономика
След 1990 г. жизненият стандарт на хората спада рязко поради закриване на консервната фабрика, една от най-големите в региона, промишления цех и намаляване на селскостопанското производство. Безработицата в селото надхвърля 70%.
В началото на 90-те години на 20 век край Бутан бликва природен газ и нефт. Находището се проучва дълги години и дава доказателства за своята перспективност още през януари 1993 г. Един милион куб. м. газ изгаря за десет дни при изригването на сондажа, а газовият фонтан е заглушен и затворен от украинска аварийно – спасителна група, ръководена от световноизвестния експерт генерал Калина. Негово дело е и ликвидираната опасна авария в находището през 1989 г. Специалистите твърдят, че тук заслужава да се вложат инвестиции. Построен е промишлен газопровод, който свързва газовото находище с фирма „Плама“ в Плевен. Държавната фирма „Нефт и газ“ – Плевен е вложила в геоложките проучвания на обекта 1,5 млн. лева.

## Спорт
Освен футбола, в Бутан традиционно се развива и конният спорт. Тук се намира един от най-големите хиподруми в страната, построен с доброволния труд на населението, и една от най-големите конни бази. Още в 1966 г. отборът заема първо място в републиканското първенство. В 1986 г. базата става собственост на СО „Атомна енергетика“ и се отваря нова страница за успехите в конния спорт. Закупени са 9 първокласни коне, назначени са 4 конегледачи, 2 жокеи и един треньор. Започва строителството на покрит манеж. Отборът става носител на купата „Никола Катранджиев“ в град Разлог и на купата „Първа атомна“. Треньор е майстор на спорта Олег Горанов.
В селото има и действащ „Център за социална рехабилитация и интеграция“.

## Култура
На 25 март 1911 г. 50 будни селяни основават читалището в Бутан, като му дават името „Заря“. С първите дарения – сумата от 50 лв. се отпечатва първия читалищен устав. За председател се избира Митрашко Йотов. 1922 г. се сформира първият театрален състав и женските роли се играели от мъже, а пиесите са „Балканска комедия“ и „Хъшове“. 1923 г. читалището става член на Съюза на читалищата в България. 1925 г. се играе „Леонския куриер“, 1926 г. „Благородникът“, „Богат дядо, богат зет“, „Двамата глухи“. 1926 г. е знаменита в историята на читалището и с Първото селско кино в България. 1927 г. се открива „Народен университет“. 1937 г. се открива фонд „Построяване на читалище“, а 1956 г. се взима решение за построяване на читалищен дом. Този дом е построен, но е недовършен и читалището никога не е имало своя сграда. През всичките години до 1985 г. се развива буйна читалищна дейност – танцови състави, хорове, театрални състави, кръжоци, богат библиотечен фонд. Тогава се честват и 75 г. от създаването му. След това до 1992 г. няма читалищна дейност, а когато се създава Клуб на пенсионера, пенсионерите поемат дейностите на читалището до 2009 г. През тази година се сменя настоятелството, председателя и административния персонал и се възобновяват клубове, театрални състави и библиотека. Действащите групи са:
- Танцов състав „Бутан“
- Детска духова музика
- Мажоретен състав
- Клуб „Огнено шоу“
- Детски театрален състав „Слънчеви лъчи“
- Клуб художествено слово
- Клуб за изучаване на автентичен и изворен фолклор от различни етнографски области на България

От 2009 г. до 2012 г. наградите от престижни форуми са много, но някои от тях са:
Смесен танцов състав „Бутан“ – златен медал от Копривщица 2010 и лауреати за Врачанска област, златен медал от ХV Старопланински събор Велико Търново, бронзов медал от ІІ Национален шампионат по народни изкуства Велико Търново, златен медал от „Евро фолк 2011“ Несебър и още много грамоти и предметни награди от участия на местно, общинско и регионално ниво.
Театралният състав подновява своя 40-годишен престой през 2010 г., като играе „Госпожа министершата“ и участва в ІІІ Северен фестивал на любителските читалищни театри „Звезден прах“ Кнежа, 2011 г. „Женско царство“ и участва в същия фестивал, а 2012 г. играе „Свекърва“ по А. Страшимиров.
От 2010 г. всяка година се провежда фестивал на любителското творчество „Пей и танцувай за Бутан“, като тази година участниците бяха от 8 общини, 28 читалища, 55 групи. ІІІ-я фестивален концерт на любителското творчество може да се каже че е още по-успешен, защото през сцената минаха около 600 участника.
През 2009 г. се кандидатства по проект „Глобални библиотеки“. Проектът е одобрен и в края на 2010 г. залата е оборудвана с необходимата техника. Библиотеката е в списъка на целевите глобални библиотеки, фондът е 7000 тома книги.

## Редовни събития
В селото се организират всяка година турнири по футбол за деца и юноши, тенис на маса за деца и юноши и конен спорт.
През 2008 г. се възражда старата традиция съборът на селото да се празнува през лятото, а не както дотогава първата събота и неделя на ноември. Сега той е на 15 юни – 16 юни.
От 2010 г. всяка година се провежда фестивал на любителското творчество „Пей и танцувай за Бутан“, като тази година участниците са от 8 общини, 28 читалища, 55 групи. На ІІІ фестивален концерт на любителското творчество през сцената минаха около 600 участника. Всяка година преди сбора се чества и зарята на 28 май, когато Христо Ботев и неговата чета спират на Бутан пред Поповото ханче за да си починат и да се отправят към Софрониево.

## Забележителности
В центъра на селото се намира старинната черква „Свети Спас“, която е построена през 1871 г., а под нея на първия етаж е килийното училище. Тук е и музей „Христо Ботев“, по-известен като Поповото ханче, изградено през 1872 г. В ханчето е спирала на почивка Ботевата чета след като дошла на българска земя. Фотодокументална и етнографска експозиция напомня за онова време, когато Ботев все още е имал надежда, че свободата е близо и 18 души от селото се присъединяват към него, повярвали в тази надежда. След разгрома на Ботевата чета се връщат живи в селото само трима.

## Личности
Родени в Бутан
- Димитър Иванчев (1910 – 1990), български философ, библиофраф и краевед
- Иван Копчев, български лекар, офицер, генерал-майор
- Настенка Тодорова, българска тъкачка, герой на социалистическия труд
- Петър Панчевски, български и съветски генерал и политик
- Цвятко Димчевски, художник